# Zofia Urbanyi-Krasnodębska
Zofia Jadwiga Urbanyi-Krasnodębska (ur. 18 marca 1934 w Bydgoszczy, zm. 10 października 2023 we Wrocławiu) – polska dyrygentka, profesor zwyczajny, wykładowca Akademii Muzycznej we Wrocławiu.
Absolwentka Liceum Ogólnokształcącego Sióstr Urszulanek UR we Wrocławiu i Państwowej Szkoły Muzycznej II stopnia w Bydgoszczy (1955). W 1961 ukończyła studia w zakresie dyrygentury symfoniczno-operowej na Akademii Muzycznej w Warszawie. Po studiach, od 1961 do 1971 wykładała na macierzystej uczelni w klasie zespołów operowych i dyrygentury chóralnej. Pracowała też jako dyrygentka chóru i chórmistrzyni w Teatrze Wielkim w Warszawie. W 1972 przeniosła się do Wrocławia, gdzie do 1980 był dyrygentką miejscowej opery. W 1980 zrezygnowała z pracy w operze i zaczęła wykładać we wrocławskiej Akademii Muzycznej. Prowadzi tam Katedrę Chóralistyki i Prowadzenia Zespołów. W 1993 uzyskała tytuł naukowy profesora sztuki muzycznej. Od 1999 do 2002 była członkiem Rady Głównej Szkolnictwa Wyższego.
W 1979 poprowadziła światowe prawykonanie opery Antonia Vivaldiego La Verita in Cimento. W czasie pracy w operze wrocławskiej prowadziła też sześć innych premier operowych. Napisała utwory chóralne do tekstów Norwida i Baczyńskiego. W 1986 założyła we Wrocławiu chór „Szumiący Jesion”, którym kierowała do 1996, a w 1988 zainicjowała działalność koncertową Chóru Akademii Muzycznej „Feichtinum”.
Była laureatką nagród Ministra Kultury I stopnia (1991, 1993, 2002) i Ministra Edukacji Narodowej (2001, 2002). W roku 1993 otrzymała tytuł prof. sztuki muzycznej. W 2000 r. otrzymała Medal Komisji Edukacji Narodowej. Dwukrotnie otrzymała Nagrodę I stopnia Rektora Akademii Muzycznej w 1997 i 2000 r. W 2011 r. została uhonorowana srebrnym medalem Zasłużony Kulturze – Gloria Artis w dziedzinie szkolnictwa artystycznego.
Była córką bydgoskiego muzyka Zygmunt Urbanyi'ego.
Spoczywa na Cmentarzu św. Wawrzyńca we Wrocławiu.